# Wszechrosyjski Państwowy Uniwersytet Kinematografii im. S.A. Gierasimowa
Wszechrosyjski Państwowy Uniwersytet Kinematografii im. S.A. Gierasimowa (WGIK, dawniej Wszechzwiązkowy Państwowy Instytut Kinematografii) ros. федеральное государственное образовательное учереждение высшего послевузовского профессионального образования „Всероссийский государственный университет кинематографии им. С.А. Герасимова” (ВГИК) – rosyjska uczelnia filmowa, kształcąca reżyserów, operatorów, aktorów i scenografów filmowych.

## Historia
Uczelnia została założona 1 września 1919 w Moskwie – była to pierwsza na świecie państwowa szkoła kinematograficzna.
Początkowo nosiła nazwę Goskinszkoły i funkcjonowała na prawach uczelni wyższej. W latach 1919 – 1925 istniała pod postacią warsztatów artystycznych wyższego stopnia, później technikum filmowego.
Od 1930 do 2008 funkcjonowała pod postacią instytutu jako Wszechzwiązkowy Państwowy Instytut Kinematografii (Всесоюзный государственный институт кинематографии).
W 1986 Instytut otrzymał imię radzieckiego filmowca Siergieja Gierasimowa. Od lat 30. naukę w Instytucie mogli prowadzić również studenci spoza Związku Radzieckiego. Wśród pracowników WGIK-u znajdowali się najważniejsi twórcy filmowi ZSRR.